# Вірджинія Паттс
Вірджинія «Пеппер» Паттс (англ. Virginia «Pepper» Potts), також відома як Рятівниця (англ. Rescue) — персонажка з коміксів американського видавництва Marvel Comics, що працює в команді Тоні Старка. Створена Стеном Лі і Доном Геком і вперше з'явився в коміксі Tales of Suspense # 45 у вересні 1963 року.

## Біографія
Вірджинія Пеппер Паттс була членкинею секретарського об'єднання в Старк Індастріз в той час, коли компанією керував Говард Старк. Після смерті Говарда його син Ентоні Старк взяв на себе управління компанією і швидко оцінив можливості Пеппер, бо вона розуміла щоденну систему управління компанією набагато краще, ніж він сам.
Пеппер виконувала для Старка багато роботи через те, що він часто був відсутній. Працюючи на Старка, Пеппер продовжувала навчатися менеджменту, щоб досягти рівня підприємиці.
Незабаром Тоні Старк перетворився на Залізну Людину, і Пеппер стала помічати зміни в його поведінці, але не могла зрозуміти. Тоні Старк взяв на себе набагато більше відповідальності та послабив тиск на Пеппер, хоча раніше цінував її внесок у розвиток компанії.
Поступово вона почала захоплюватися Тоні, але він емоційно тримався від неї на відстані через броню Залізної Людини, яка тоді була необхідна, щоб зберегти йому життя. Незабаром Тоні найняв колишнього боксера Гарольда Геппі Гогана шофером, і Пеппер привернула увагу Гогана.
Вона неодноразово відкидала Геппі, поки нарешті він трохи не загинув, допомагаючи Залізній Людині в битві проти Титанової Людини, тоді Пеппер зрозуміла, що любить його. Зрештою вони одружилися і залишили Старк Індастріз.
За наступні роки шлюб Пеппер і Геппі зазнав безліч проблем, які в результаті призвели до розлучення, і обидва повернулися до Тоні, скориставшись тим, що він запустив нове підприємство Старк Солюшинс, Пеппер і Геппі вже знали, що Тоні Старк — Залізна Людина.
Пеппер знову почало тягнути до Тоні, вона і Геппі незабаром налагодили свої стосунки й вступили у повторний шлюб. Вони усиновили двох дітей, незабаром Пеппер завагітніла, однак під час вагітності на Пеппер напала давня противниця Залізної Людини — Айша, і вона пережила викидень. Разом з Геппі вона продовжувала працювати на Старка, але коли Геппі опинився в комі в результаті атаки Спаймастера, Пеппер попросила Старка відключити апарат життєзабезпечення в якості акту милосердя. Зрештою Тоні погодився.
Після подій Громадянської Війни Пеппер стала очільницею групи під назвою Порядок, каліфорнійської команди супергероїв, заснованої в рамках програми Ініціативи П'ятдесяти Штатів. Оскільки Пеппер не має суперздібностей, вона керує діями команди зі штабу. Ставши лідеркою Порядку, Пеппер взяла псевдонім Гера.

## Здібності
У «Пеппер» Паттс спочатку не було надлюдських сил або здібностей. Вона показала сильне лідерство, коли очолювала Порядок як Гера. Під час перебування у Порядку вона носила гаджет «Старк Телеприсутність». Це дало їй можливість триматися в контакті з її командою, знайти людей у всьому світі і доступ до внутрішньої мережі компанії Старка і до всієї інформації у світі. Тоні Старк впровадив в її тіло дуговий реактор, що поєднує технології Старк і Ренд, після того, як вона була смертельно поранена.
Вона отримала кібернетичні здібності, зокрема, літати за допомогою магнітної несучої хвилі. Згодом Старк зробив для неї власну броню, яку вона охрестила як «Рятівниця» (англ. Rescue). Костюм не має ніякої зброї та служить для рятувальних операцій.

## Поза коміксів

### Мультфільми
- Пеппер Паттс коротко з'явилася в мультсеріалі «Росомаха і Люди Ікс».
- Пеппер Паттс з'являлася в комп'ютерному анімаційному мультфільмі «Незламна Залізна Людина».
- У мультсеріалі — «Залізна людина: Пригоди в броні», Пеппер Потс — дівчина підліток, яка ходить в школу з Тоні, Джимом «Роуді» Роудсом, і Джином Ганом. Її справжнє ім'я тут Патриція, а не Вірджинія.
- Восени-взимку 2010 року вийшла японська екранізація коміксу, що складається з 12 серій.
- Пеппер з'являється у мультсеріалі «Месники: Найбільші герої землі» в деяких серіях першого і другого сезону

### Фільми
- Залізна людина (2008) — Гвінет Пелтроу.
- Залізна людина 2 (2010) — Гвінет Пелтроу.
- Месники (2012) — Гвінет Пелтроу.
- Залізна людина 3 (2013) — Гвінет Пелтроу.
- Агенти Щ.И.Т. (2013) — Пеппер була згадана.
- Месники: Ера Альтрона (2015) — Пеппер була згадана.
- Перший месник: Протистояння (2016) — була згадана в розмові Старка, де він сказав, що вони розлучилися.
- Людина-павук: Повернення додому (2017) — Гвінет Пелтроу — як камео, коли після відмови Пітера Паркера стати Месником, Тоні Старк збирається зробити їй пропозицію перед аудиторією, якій повинен був представити Людину-Павука. При цьому Старк підморгує Геппі, натякаючи, що так і було задумано.
- Месники: Війна нескінченності — Гвінет Пелтроу.
- Месники: Завершення — Гвінет Пелтроу.